# Cheiracanthium leucophaeum
Cheiracanthium leucophaeum is een spinnensoort uit de familie Cheiracanthiidae.
De wetenschappelijke naam van de soort werd in 1897 gepubliceerd door Eugène Simon.